# Eurocom Tower
Eurocom Tower (hebrejsky: מגדל יורוקום, Migdal Eurokom, doslova Věž Eurocom) je plánovaný mrakodrap na pomezí měst Tel Aviv a Giv'atajim v Izraeli, jehož výstavba byla povolena v únoru 2012. Po dokončení se má stát nejvyšší stavbou v Izraeli.

## Geografie
Budova má být situována na roh ulic Šefa Tal a Arvej Nachal na hranici telavivské čtvrti Nachlat Jicchak a města Giv'atajim, cca 3 kilometry od pobřeží Středozemního moře, nedaleko od ajalonské dálnice.

## Popis stavby
2. února 2012 vydal výbor pro plánování a výstavbu Tel Avivu povolení ke stavbě. Starosta města Giv'atajim Re'uven Ben Šachar na zprávu reagoval s tím, že předběžné práce na infrastruktuře již byly zahájeny a vlastní stavební práce na mrakodrapu měly začít v řádu několika týdnů.
Má dosáhnout výšky 241 metrů (790 stop) a 70 pater. Plocha vnitřních prostor má dosáhnout 84 200 čtverečních metrů. V budově se mají nacházet obchodní plochy, hotel a úřady samosprávy města Giv'atajim. Budova má mít díky mostům pro pěší a pro cyklisty přímé napojení na nedalekou železniční stanici Tel Aviv Savidor merkaz a na oblast Diamond Exchange District. Výstavbu má provést společnost Eurocom Real Estate podle projektu, který zhotovil architekt Amnon Schwartz. Budova má generovat roční výnos z daně z nemovitosti ve výši 40 milionů šekelů.